# Chiesa conventuale
La chiesa conventuale è un edificio specificamente dedicato al culto religioso cristiano ed è direttamente legata ad un convento. Vi si possono svolgere atti liturgici per la comunità interna e funzioni pubbliche volte in qualche caso alla predicazione.

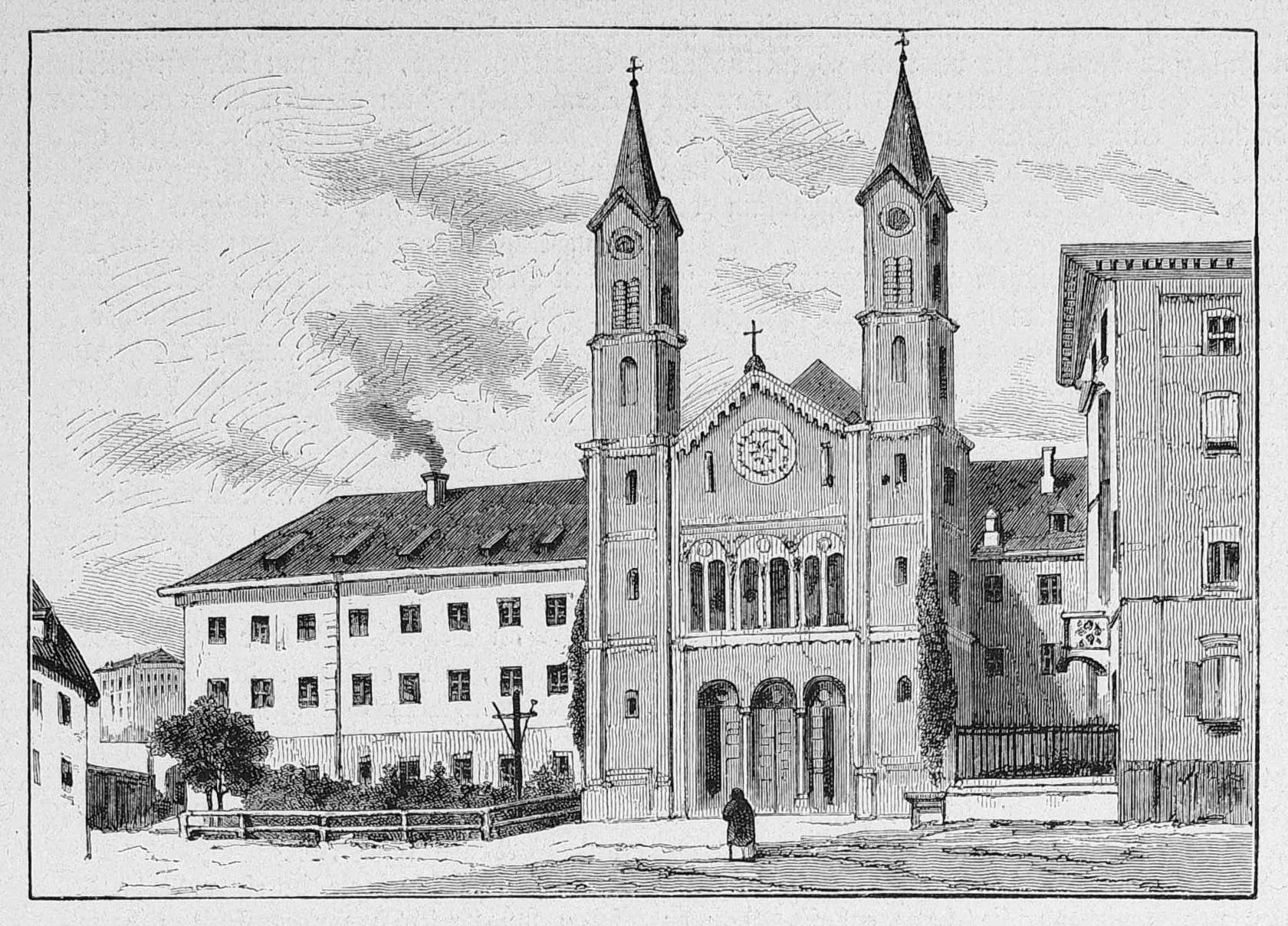
Chiesa conventuale di Sant'Anna nel Lehel a Monaco di Baviera in una stampa del 1881

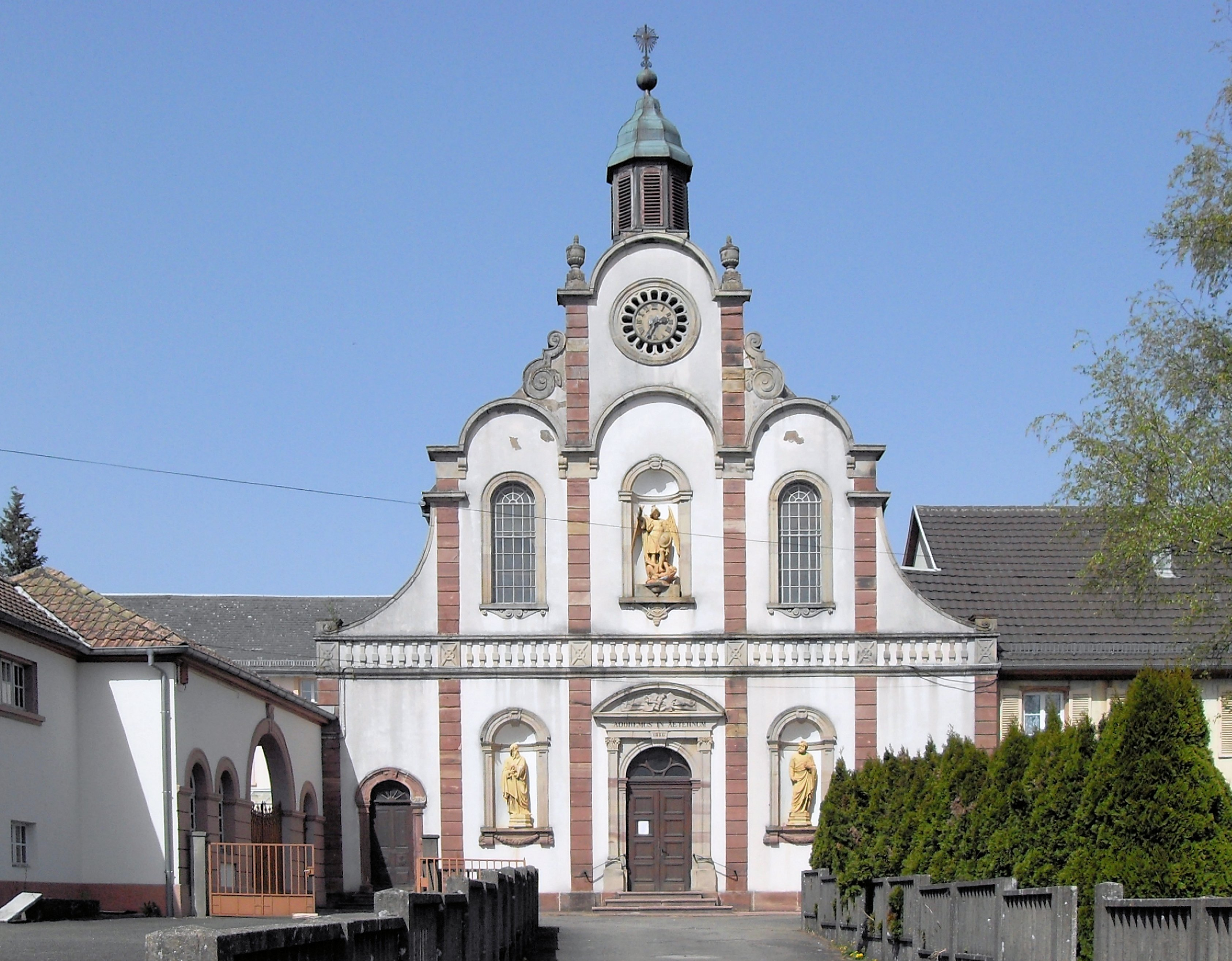
Chiesa conventuale di San Giuseppe a Bellemagny

## Storia
Storicamente la nascita di questo tipo di chiesa è legata alla presenza di un monastero o di un convento non solo appartenente alla Chiesa cattolica. In qualche caso la loro storia è unita alla nascita del capitolo di una cattedrale e con la sala capitolare e il chiostro ha da sempre rappresentato una delle sue parti più importanti.

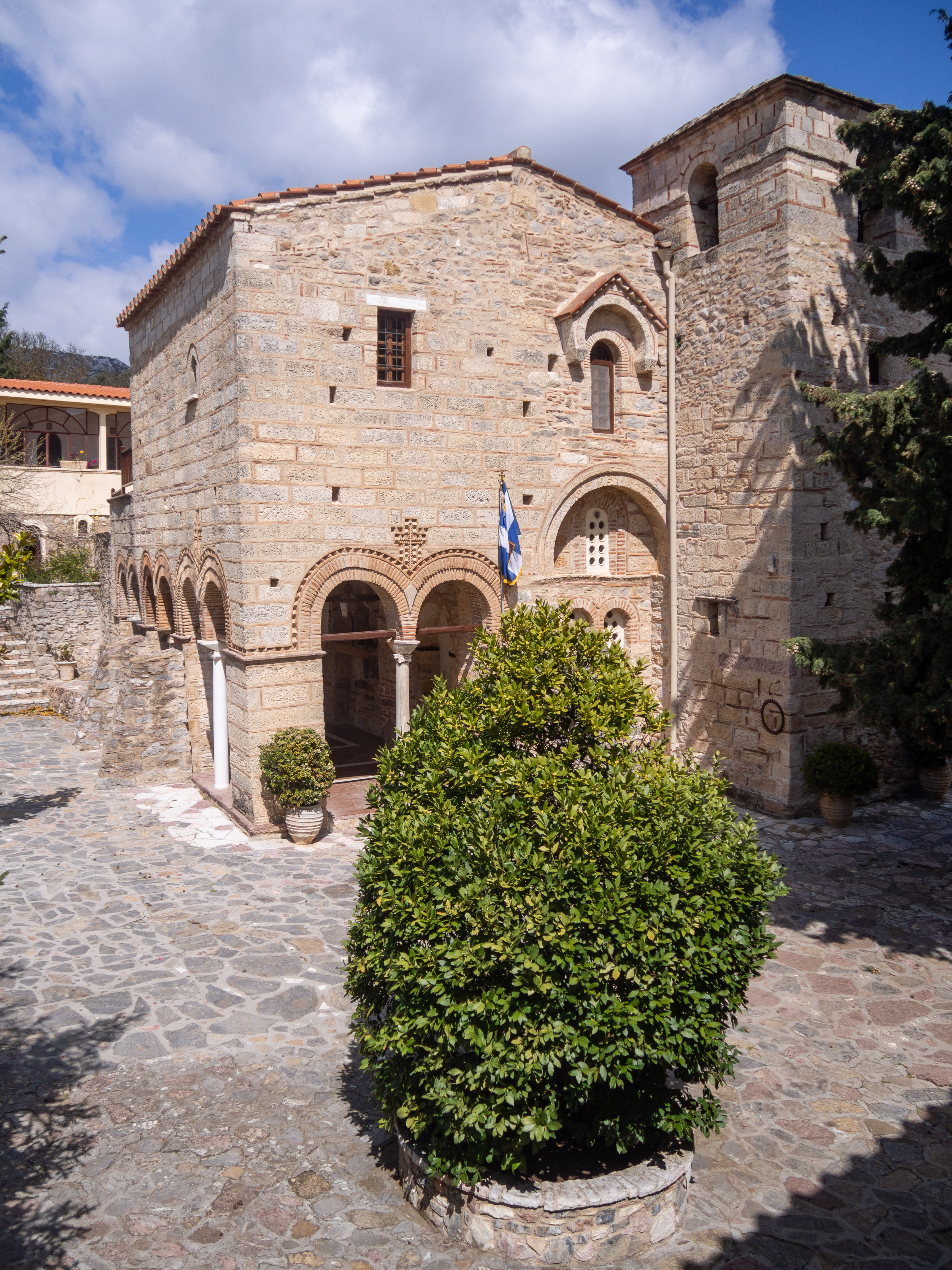
Monastero con chiesa conventuale a Mandra-Eidyllia

## Descrizione
La chiesa conventuale o chiesa di un monastero viene chiamata anche chiesa abbaziale e può trattarsi di una semplice cappella. In un monastero ortodosso corrisponde al catholicon. Tale chiesa può essere inoltre il luogo di culto di una casa religiosa.
Nella denominazione gerarchica la chiesa conventuale rientra nella diocesi di appartenenza ma non nell'elenco delle chiese parrocchiali o delle loro sussidiarie.